# Chlum (district de Plzeň-Sud)
Pour les articles homonymes, voir Chlum.
Chlum (en allemand : Chlum) est une commune du district de Plzeň-Sud, dans la région de Plzeň, en République tchèque. Sa population s'élevait à 234 habitants en 2022.

## Géographie
Chlum se trouve à 10 km à l'est de Spálené Poříčí, à 17 km au sud-est de Plzeň et à 87 km au sud-ouest de Prague.
La commune est limitée par Chválenice au nord, par Vlčtejn au nord-est, par Zdemyslice à l'est, par Seč et Únětice au sud, et par Střížovice à l'ouest.

## Histoire
La première mention écrite de la localité date de 1379.

## Galerie

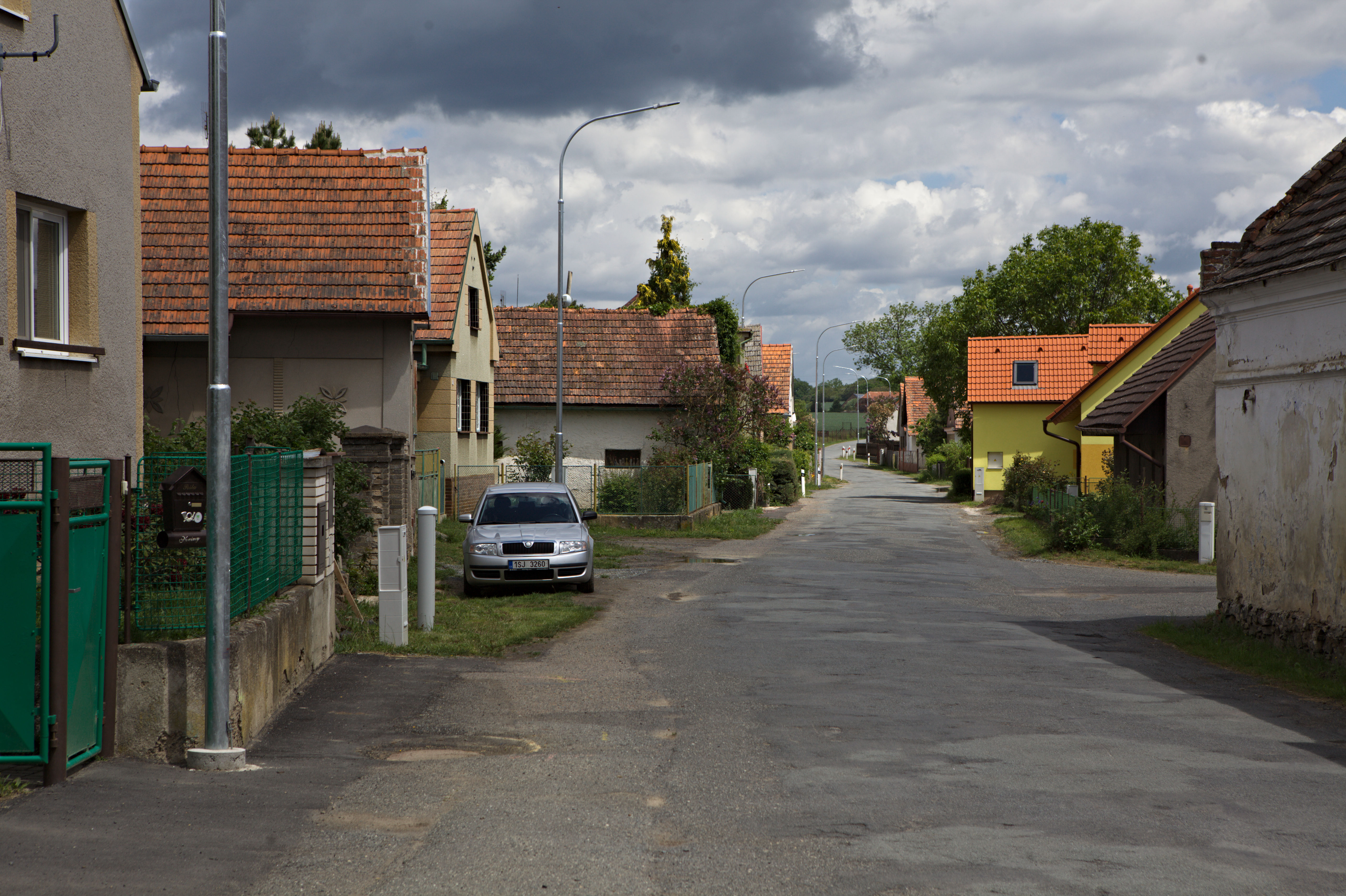
Chlum : rue principale.
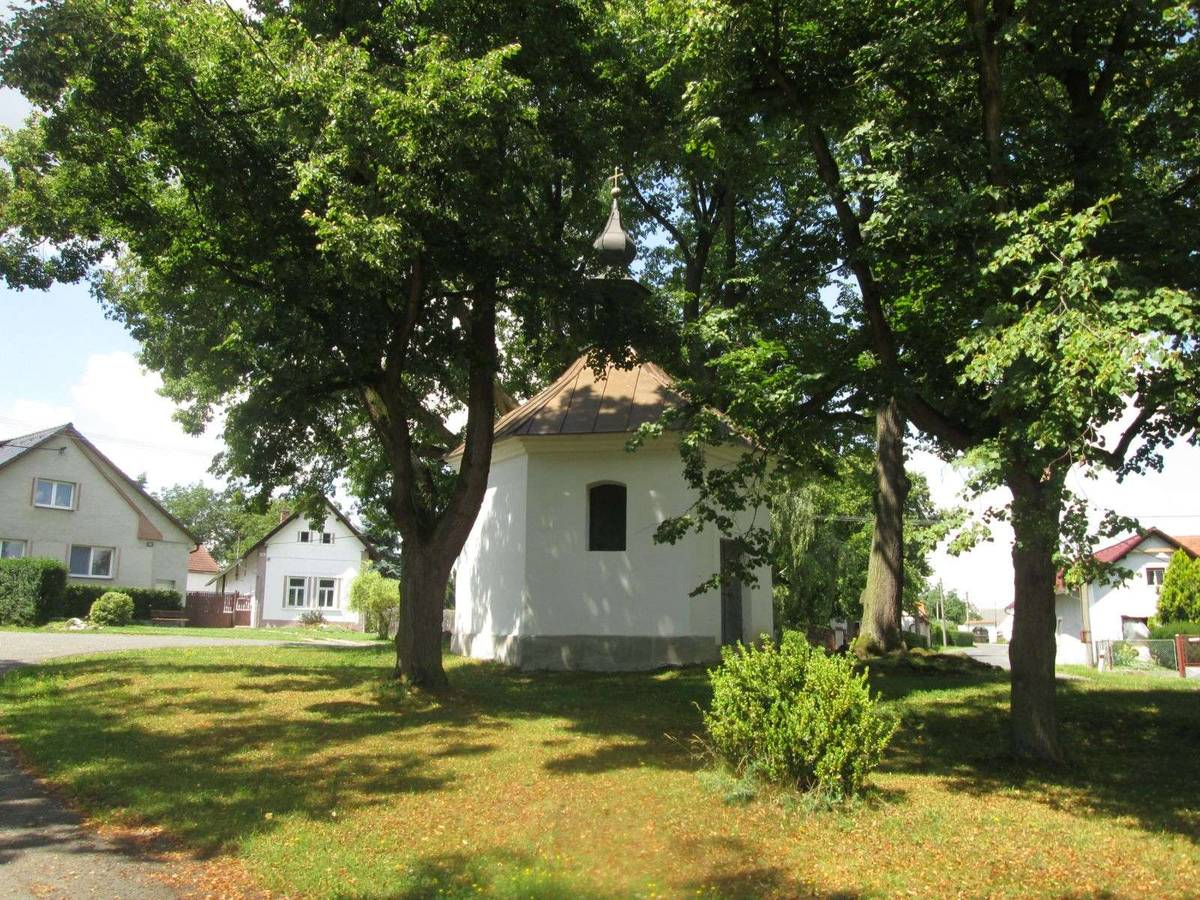
Chapelle à Chlum.

## Transports
Par la route, Chlum se trouve à 20 km de Plzeň et à 103 km de Prague.